# Feiura

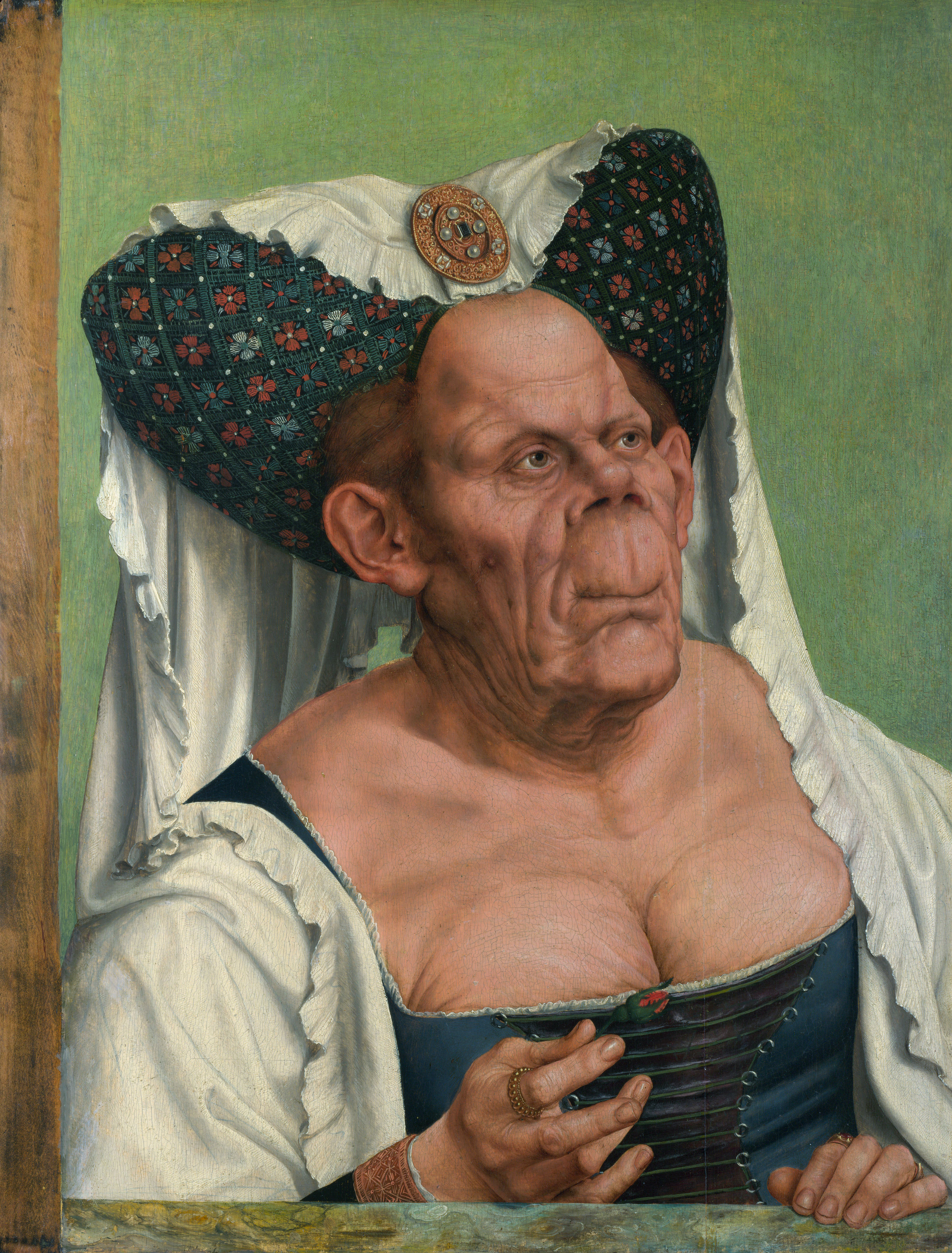
A Duquesa Feia, do pintor Quentin Massys, 1525–1530

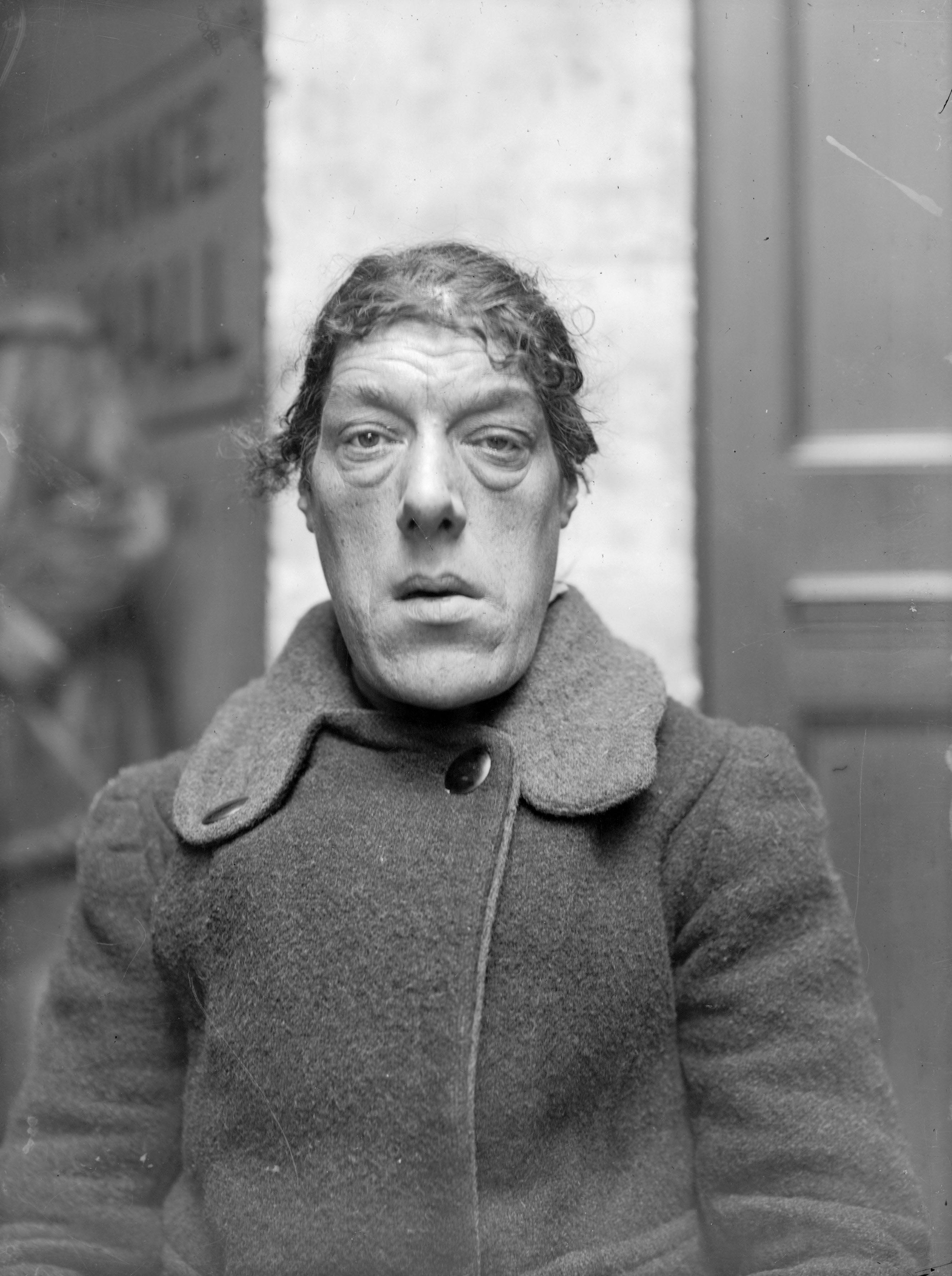
Mary Ann Bevan, a "mulher mais feia do mundo"

Feiura (FO 1943: feiúra) ou fealdade é uma característica de um ser vivo ou inanimado, cuja aparência é visualmente desagradável e resulta numa avaliação desfavorável. Um Ser feio é um Ser não atraente, mas sim repulsivo, ou até mesmo ofensivo, aos que partilham ou não dos mesmos valores culturais. Seu oposto é a beleza, e assim como esta, a feiura envolve um julgamento subjetivo através dos "olhos de quem vê", podendo variar de padrões, visto que isso depende da cultura de cada um. Contudo, pode haver exceções pessoais quanto a que admiram-a, conforme o ditado: "quem ama o feio, bonito lhe parece". Assim, a percepção de feiura pode adquirir caráter muito variável, como no conto de fadas O Patinho Feio de Hans Christian Andersen.

## Feiura e sociedade
As pessoas desprovidas de agrado a quem vê, são mais discriminadas, recebendo salário 10% ou 15% a menos do que os trabalhadores similares, dados anuais, e são menos propensas a serem contratados. Existe falta de recursos legais para combater a discriminação.
Para algumas pessoas, a feiura é um aspecto central de sua personalidade. Jean-Paul Sartre tinha um olho preguiçoso e um rosto inchado e assimétrico, e atribuiu muitas de suas ideias filosóficas na sua luta ao longo da vida para se caracterizar com sua feiura auto-descrita. Sócrates também usou sua feiura como uma questão filosófica, concluindo que a filosofia pode nos salvar de nossa feiura exterior. Famoso em sua época, Abraham Lincoln foi descrito por um contemporâneo: "dizer que ele é feio não é nada, para acrescentar que sua figura é grotesca, não transmite uma impressão adequada. "No entanto, sua aparência provou ser um trunfo em suas relações pessoais e políticas, como William Herndon, escreveu: "Ele não era um homem bonito, por qualquer meio, nem era feio, ele era um homem caseiro, descuidado de sua aparência [...]. Ele não tinha pompa, exibição, ou dignidade, assim chamado. Ele apareceu simples na sua carruagem. Era um homem de aparência triste, sua melancolia chateava enquanto caminhava. Sua tristeza aparente impressionou seus amigos, e criou simpatia por ele em meio a seu grande sucesso".
O escritor Umberto Eco, autor do livro "História da Feiura" afirma que "é divertido buscar a feiura, porque a feiura é mais interessante que a beleza. A beleza frequentemente é entediante. Todo o mundo sabe o que é a beleza." Joana de Vilhena Novaes, autora de "O intolerável peso da feiura: sobre as mulheres e seus corpos", critica a "ditadura da beleza e da magreza". Segundo Joana, as pessoas que não entram nos padrões de beleza do momento são rejeitados e excluídos da sociedade.
Existe no Brasil um concurso chamado de Mister Feiura, em oposição ao de beleza.